# قزل علی
قزل علی، روستایی از توابع بخش مرکزی شهرستان بیجار در استان کردستان ایران است.
(رمضان زاده)

## جمعیت
این روستا در دهستان خورخوره قرار دارد و براساس سرشماری مرکز آمار ایران در سال ۱۳۸۵، جمعیت آن ۱۷۸ نفر (۳۹خانوار) بوده‌است.